# Злотно
Злотно (пол. Złotno, нім. Goldbach) — село в Польщі, у гміні Щитна Клодзького повіту Нижньосілезького воєводства.
Населення — 187 осіб (2011).
У 1975-1998 роках село належало до Валбжиського воєводства.

## Демографія
Демографічна структура станом на 31 березня 2011 року:
|          | Загалом | Допрацездатний вік | Працездатний вік | Постпрацездатний вік |
| -------- | ------- | ------------------ | ---------------- | -------------------- |
| Чоловіки | 90      | 16                 | 68               | 6                    |
| Жінки    | 97      | 23                 | 48               | 26                   |
| Разом    | 187     | 39                 | 116              | 32                   |